# 프로젝트 액세서리
《프로젝트 액세서리》는 2011년에 미국에서 방송된 액세서리 디자이너 발굴 프로그램이다.